# Tabędz
Tabędz – wieś w Polsce położona w województwie podlaskim, w powiecie zambrowskim, w gminie Zambrów.

## Historia
Wieś szlachecka Tabądz położona była w drugiej połowie XVI wieku w powiecie zambrowskim ziemi łomżyńskiej. W latach 1921–1939 wieś leżała w województwie białostockim, w powiecie łomżyńskim, w gminie Długobórz.
Według Powszechnego Spisu Ludności z 1921 roku wieś zamieszkiwały 324 osoby w 57 budynkach mieszkalnych. Miejscowość należała do parafii rzymskokatolickiej w Zambrowie. Podlegała pod Sąd Grodzki w Zambrowie i Okręgowy w Łomży; właściwy urząd pocztowy mieścił się w Zambrowie.
W wyniku napaści ZSRR na Polskę we wrześniu 1939 miejscowość znalazła się pod okupacją sowiecką. Od czerwca 1941 roku pod okupacją niemiecką. Od 22 lipca 1941 r.  do wyzwolenia włączona w skład okręgu białostockiego III Rzeszy.
Do 1954 roku miejscowość należała do gminy Długobórz. Z dniem 18 sierpnia 1945 roku została wyłączona z woj. warszawskiego i przyłączona z powrotem do woj. białostockiego. W latach 1975–1998 miejscowość administracyjnie należała do województwa łomżyńskiego.

## Religia
W miejscowości znajduje się kościół, który jest siedzibą parafii NMP Częstochowskiej. W strukturze kościoła rzymskokatolickiego parafia należy do metropolii białostockiej, diecezji łomżyńskiej, dekanatu Zambrów.
W okresie okupacji sowieckiej w czasie II wojny światowej od 12 kwietnia 1940 roku do 14 lipca 1941 roku we wsi przebywała, pełniąc posługę w miejscowym kościele, część zakonnic ze zburzonego w trakcie bombardowań we wrześniu 1939 roku Opactwa Benedyktynek pw. Przenajświętszej Trójcy w Łomży.

## Zabytki
Wykaz zabytków nieruchomych wpisanych do rejestru zabytków Narodowego Instytutu Dziedzictwa:
- kościół parafialny pod wezwaniem MB Częstochowskiej, drewniany, z 1776 roku, przebudowany w 1937, nr rej.: 5 z 13.03.1951
- krzyż i mogiła na cmentarzu rzymskokatolickim z 1940 roku, nr rej.: 330 z 14.09.1987